# Fiuminata
Fiuminata là một đô thị ở tỉnh Macerata ở vùng Marche, có vị trí cách khoảng 70 km về phía tây nam của Ancona và khoảng 45 km về phía tây nam của Macerata. Tại thời điểm ngày 31 tháng 12 năm 2004, đô thị này có dân số 1.660 người và diện tích là 76,7 km².
Fiuminata giáp các đô thị: Castelraimondo, Esanatoglia, Fabriano, Matelica, Nocera Umbra, Pioraco, Sefro, Serravalle di Chienti.